# Love Yourself in Seoul
Love Yourself en Seúl (en hangul, 러브 유어셀프 인 서울; romanización revisada, Leobeu Yueoselpeu in Seoul), también conocido como BTS World Tour: Love Yourself in Seoul, es una película del concierto de la boy band surcoreana BTS. La película tiene lugar durante el 26 de agosto de 2018 en el show de la banda Love Yourself Tour en el Estadio Olímpico de Seúl en Seúl, Corea del Sur. Su distribución está manejada por Fathom Events y Pathé Live.
Fue lanzado el 26 de enero de 2019, para un solo día en 102 países alrededor del mundo. Debido a la demanda popular fue reestrenado en seleccionados países entre el 9 y 10 de febrero de 2019

## Grabación y estreno
La película fue anunciada por primera vez en diciembre de, 2018, a través de la cuenta oficial de BTS en Twitter. Fue revelado que se usaron 42 cámaras para filmar la película y que fue coproducido por Big Hit Entertainment y CJ CGV Screen X. La película estuvo disponible en 2D y en formato ScreenX.
Los tickets salieron a la venta el 18 de diciembre. El tráiler para la película fue liberado al día siguiente.
Descrito por Pathé Live como «el estreno mundial más grande nunca lanzado», Love Yourself en Seúl fue liberado en 4,100 cines alrededor del mundo. Tuvo 113 minutos de duración y en el día de estreno fue tendencia a nivel mundial.
Dos ciudades en Rusia, Daguestán y Grozni, prohibieron a la película de ser estrenada después de que las personas protestaran en línea debido a «comportamiento inmoral» cuando creyeron que BTS exhibió comportamiento homosexual. No se hicieron más comentarios después.

## Lista de canciones
BTS presentó esta lista de canciones para su concierto en Seúl el 26 de agosto de 2018.
1. "Idol"
2. "Save Me"
3. "I'm Fine"
4. "Magic Shop"
5. "Trivia 起: Just Dance"
6. "Euphoria"
7. "I Need U"
8. "Run"
9. "Serendipity"
10. "Trivia 承: Love"
11. "DNA"
12. "Boyz with Fun"
13. "Attack on Bangtan"
14. "Fire"
15. "Silver Spoon"
16. "Dope"
17. "Airplane Pt. 2"
18. "Singularity"
19. "Fake Love"
20. "Trivia 轉: Seesaw"
21. "Epiphany"
22. "The Truth Untold"
23. "Outro: Tear"
24. "Mic Drop"

Encore
1. "So What"
2. "Anpanman"
3. "Answer: Love Myself"

## Recepción

### Taquilla
La película recaudó $11.7 millones en todo el mundo y atrajo 1.2 millones de espectadores, excluyendo Corea del Sur. En Corea del Sur se logró $2.2 millones. Esto rompió el récord del mayor estreno mundial en el cine luego de ser visto en 3,800 cines y 95 países.
La película recaudó £518,810, aproximadamente US$ 682,419, de 291 sitios en el Reino Unido.  En Uruguay fue el segundo best seller para el día de estreno, y en China atrajo a casi 100 mil espectadores al segundo puesto.  En Argentina fue visto por 49,798 personas, en Paraguay por 3,394, en Bolivia por 8,087 (llegando como primero en los estrenos de fin de semana), mientras que en México se vendió 116,000 boletos.  En Rusia y Bielorrusia se recaudó 72 millones y 19,735 rublos respectivamente.  En Kirguizistán fue la película más vista del día, mientras que en Italia llegó al sexto lugar con 19,926 entradas y recaudó 325,516 euros, aproximadamente US$371,508.  En Alemania había 38,000 espectadores y en Turquía 49,102.
En Corea del Sur se superó los 200,000 espectadores convirtiéndolo en la segunda mejor película taquillera por los dos días de estreno. En los Estados Unidos se recaudó casi $3 millones.

### Respuesta de la crítica
Yim Hyun-su de The Jakarta Post declaró «[Mientras] la película deja a los fans interactuar con el grupo retrospectivamente[...] Los aficionados al cine en general que no están vinculados al fandom pueden luchar por mantenerse al mismo nivel que los fans».